# Takuya Shimamura
Takuya Shimamura (島村 拓弥 Shimamura Takuya?), född 6 mars 1999 i Okayama prefektur, är en japansk fotbollsspelare.
Shimamura började sin karriär 2017 i Kyoto Sanga FC. Efter Kyoto Sanga FC spelade han för FC Gifu, Londrina EC och Cerezo Osaka.